# Podochilus bicaudatus
Podochilus bicaudatus är en orkidéart som beskrevs av Rudolf Schlechter. Podochilus bicaudatus ingår i släktet Podochilus och familjen orkidéer.
Artens utbredningsområde är Filippinerna. Inga underarter finns listade i Catalogue of Life.